# 否卦

否卦

否卦，簡稱否，為六十四卦之中的第十二卦。上卦為乾卦，代表天，就是☰；下卦為坤卦，代表地，就是☷。所以，否卦就畫成䷋。為方便記住卦象，有個名叫天地否。

## 卦辭
否之匪人，不利君子貞，大往小來。
彖曰：否之匪人，不利君子貞。 大往小來， 則是天地不交，而萬物不通也﹔上下不交，而天下無邦也。內陰而外陽，內柔而外剛，內小人而外君子。 小人道長，君子道消也。
象曰：天地不交，否﹔君子以儉德辟難，不可榮以祿。

## 爻辭
初六：拔茅茹，以其彚，貞吉亨。
六二：包承。 小人吉，大人否亨。
六三：包羞。
九四：有命無咎，疇離祉。
九五：休否，大人吉。 其亡其亡，系於苞桑。
上九：傾否，先否後喜。